# Women's National Basketball Association 2016
La Women's National Basketball Association 2016 è stata la ventesima edizione della lega professionistica statunitense.
Vi partecipavano dodici franchigie, divise in due conference. Al termine della stagione regolare (34 gare), le prime quattro di ogni raggruppamento partecipavano ai play-off.
Il titolo è stato conquistato per la terza volta dalle Los Angeles Sparks. La Most Valuable Player è stata Nneka Ogwumike delle Los Angeles Sparks.

## Stagione regolare

### Eastern Conference
|  |    | Classifica finale 2016 | Pt | G  | V  | P  | PtF | PtS |
|  | -- | ---------------------- | -- | -- | -- | -- | --- | --- |
|  | 1. | New York Liberty       | -  | 34 | 21 | 13 | -   | -   |
|  | 2. | Chicago Sky            | -  | 34 | 18 | 16 | -   | -   |
|  | 3. | Indiana Fever          | -  | 34 | 17 | 17 | -   | -   |
|  | 4. | Atlanta Dream          | -  | 34 | 17 | 17 | -   | -   |
|  | 5. | Connecticut Sun        | -  | 34 | 14 | 20 | -   | -   |
|  | 6. | Washington Mystics     | -  | 34 | 13 | 21 | -   | -   |

### Western Conference
|  |    | Classifica finale 2016 | Pt | G  | V  | P  | PtF | PtS |
|  | -- | ---------------------- | -- | -- | -- | -- | --- | --- |
|  | 1. | Minnesota Lynx         | -  | 34 | 28 | 6  | -   | -   |
|  | 2. | Los Angeles Sparks     | -  | 34 | 26 | 8  | -   | -   |
|  | 3. | Seattle Storm          | -  | 34 | 16 | 18 | -   | -   |
|  | 4. | Phoenix Mercury        | -  | 34 | 16 | 18 | -   | -   |
|  | 5. | Dallas Wings           | -  | 34 | 11 | 23 | -   | -   |
|  | 6. | San Antonio Stars      | -  | 34 | 7  | 27 | -   | -   |

## Vincitore
| Campione WNBA 2016             |
| ------------------------------ |
| Los Angeles Sparks (3º titolo) |

## Statistiche
| Categoria             | Giocatore        | Squadra            | Stat |
| --------------------- | ---------------- | ------------------ | ---- |
| Punti per gara        | Tina Charles     | New York Liberty   | 21,5 |
| Rimbalzi per gara     | Tina Charles     | New York Liberty   | 9,9  |
| Assist per gara       | Sue Bird         | Seattle Storm      | 5,8  |
| Palle rubate per gara | Tamika Catchings | Indiana Fever      | 1,8  |
| Stoppate per gara     | Brittney Griner  | Phoenix Mercury    | 3,1  |
| FG%                   | Nneka Ogwumike   | Los Angeles Sparks | 66,5 |
| FT%                   | Shenise Johnson  | Indiana Fever      | 93,8 |
| 3FG%                  | Emma Meesseman   | Washington Mystics | 44,8 |

## Premi WNBA
- WNBA Most Valuable Player: Nneka Ogwumike, Los Angeles Sparks
- WNBA Defensive Player of the Year: Sylvia Fowles, Minnesota Lynx
- WNBA Coach of the Year: Cheryl Reeve, Minnesota Lynx
- WNBA Rookie of the Year: Breanna Stewart, Seattle Storm
- WNBA Most Improved Player: Elizabeth Williams, Atlanta Dream
- WNBA Sixth Woman of the Year: Jantel Lavender, Los Angeles Sparks
- WNBA Finals Most Valuable Player: Candace Parker, Los Angeles Sparks
- All-WNBA First Team:
  - Sue Bird, Seattle Storm
  - Elena Delle Donne, Chicago Sky
  - Maya Moore, Minnesota Lynx
  - Nneka Ogwumike, Los Angeles Sparks
  - Tina Charles, New York Liberty
- All-WNBA Second Team:
  - Jewell Loyd, Seattle Storm
  - Diana Taurasi, Phoenix Mercury
  - Angel McCoughtry, Atlanta Dream
  - Breanna Stewart, Seattle Storm
  - Sylvia Fowles, Minnesota Lynx
- WNBA All-Defensive First Team:
  - Alana Beard, Los Angeles Sparks
  - Briann January, Indiana Fever
  - Angel McCoughtry, Atlanta Dream
  - Nneka Ogwumike, Los Angeles Sparks
  - Sylvia Fowles, Minnesota Lynx
- WNBA All-Defensive Second Team:
  - Tanisha Wright, New York Liberty
  - Jasmine Thomas, Connecticut Sun
  - Tamika Catchings, Indiana Fever
  - Breanna Stewart, Seattle Storm
  - Brittney Griner, Phoenix Mercury
- WNBA All-Rookie First Team:
  - Tiffany Mitchell, Indiana Fever
  - Moriah Jefferson, San Antonio Stars
  - Aerial Powers, Dallas Wings
  - Ramu Tokashiki, Seattle Storm
  - Breanna Stewart, Seattle Storm
  - Imani McGee-Stafford, Chicago Sky